# Хатчинсон, Эйса
Уи́льям Э́йса Ха́тчинсон (англ. William Asa Hutchinson; род. 3 декабря 1950, Бентонвилл, Арканзас) — американский политик, республиканец, 46-й губернатор Арканзаса (2015—2023).
Бывший государственный прокурор Западного округа штата Арканзас, базирующегося в Форт-Смит. Он был членом Палаты представителей США с 1997 по 2001 год, администратором Управления по борьбе с наркотиками с 2001 по 2003 год и заместителем министра национальной безопасности США по вопросам границы и транспортной безопасности с 2003 по 2005 год.
31 марта 2023 года призвал Дональда Трампа снять свою кандидатуру для участия в президентских выборах 2024 года. 2 апреля 2023 года объявил о своём участии в президентских выборах, официально объявить об этом он пообещал в Бентонвилле в течение месяца.